# 王磐 (东汉)
王磐（？—46年），字子石，东汉人，王莽三叔平阿侯王譚之孙，王仁之子，马援的侄婿。

## 生平
王莽败亡之后，王磐有巨额资产成为游侠，闻名于长江、淮河之间。后来他到京城洛阳，与皇亲国戚结为好友。马援对姐姐之子曹训说：“王姓是败落之家，王磐本应深居自保，可他反而和京城显贵交往，意气用事，得罪他人，必遭祸事。”过了一年多，受司隶校尉苏邺、丁鸿一案的牵连，王磐获罪被杀，子王肃。